# Fusa (localidad)
Fusa es una localidad del municipio de Fusa en la provincia de Hordaland, Noruega. Se ubica en la costa este del Fusafjorden, 10 km al suroeste de Eikelandsosen, 10 km al sudeste de Strandvik y a 7 km al oeste de Osøyro. Durante mucho tiempo fue sede del gobierno municipal y de la iglesia de Fusa, pero finalmente el centro administrativo pasó a estar en Eikelandsosen.